# Облога Антверпена (1914)
Облога Антверпена (1914; нід. Beleg van Antwerpen, фр. Siège d'Anvers, нім. Belagerung von Antwerpen) — облога та штурм німецькими військами бельгійського міста та фортеці Антверпен на початковій стадії Першої світової війни.
З початком німецького вторгнення до Бельгії в серпні 1914 року, бельгійська армія чинила запеклий опір армії окупантів, але через колосальну перевагу німців у живій силі та артилерії змушена була поступово відступати вглиб території Королівства. Наприкінці вересня значна частка бельгійських військ відступила до Антверпена, на облогу якого німецьке командування виділило 3-й резервний корпус. Бельгійські підрозділи проводили зухвалі рейди з обложеного з півдня та сходу міста, завдаючи дошкульних ударів осаджуючим. У зв'язку з цим німці перекинули до Антверпена додаткові сили.
Рішучий штурм міста армія кайзера розпочала 28 вересня, після того, як вивільнилася важка артилерія, що була залучена до облоги французької фортеці Мобеж. Перші артилерійські обстріли завдали значних втрат та збитків тим, хто оборонявся. Здавалося вочевидь, що Антверпен довго не протримається, тим більше, що у Франції встановлювалася суцільна лінія фронту, що загрожувало бельгійської армії повним оточенням.
1 жовтня бельгійці направили британському уряду телеграму в якій повідомили, що протягом 3 днів відступлять з Антверпена. Однак британці заявили, що зроблять все можливе, щоб не здавати Антверпен німцям. І вже 3 жовтня до міста прибув загін морських піхотинців британської армії. Однак це не могло змінити положення. Німецька армія продовжувала штурмувати місто за підтримки постійних обстрілів облогової артилерії, і бельгійці почали відхід з міста. Бельгійська армія евакуювалася з Антверпена по понтонних мостах. Останні бельгійські частини умкнула з Антверпена 8 жовтня, 9 жовтня німецька армія увійшла до міста. Значна кількість бельгійських військовослужбовців, а також британські частини втекли в нейтральні Нідерланди, де були інтерновані на час війни.

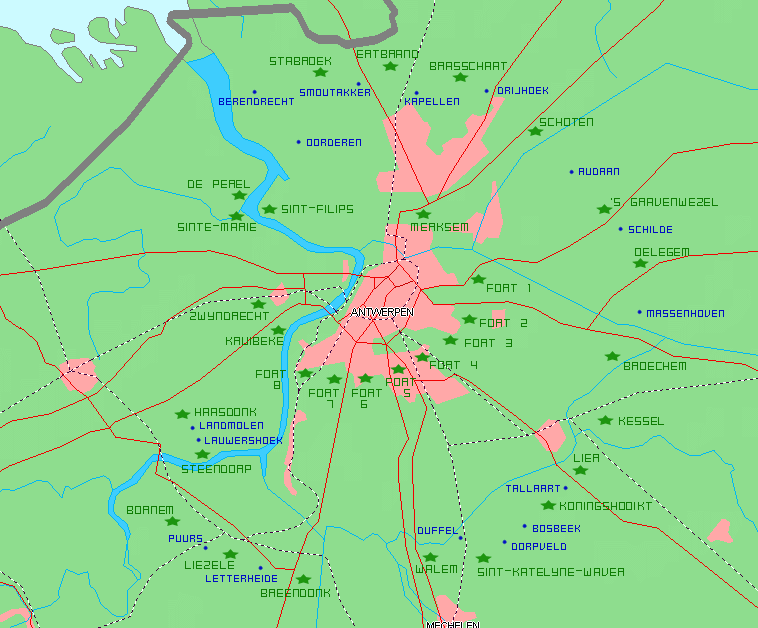
Система фортифікаційних споруд навколо Антверпена

## Історія
З початком німецького вторгнення до Бельгії в серпні 1914 року, слабка бельгійська армія була відкинута за річку Діль і стала відступати до Антверпена. 20 серпня упав Брюссель. Потужна фортеця Намюр опинилася в німецькому тилу і ледве стримувала потужний штурм противника.
Тим часом, німецькі війська намагалися оточити і знищити бельгійську армію, але значна їх частина встигла сховатися в Антверпені, потужному фортифікаційному комплексі, який був захищений з усіх боків кількома десятками невеликих фортів і укріплень, мав дві оборонні лінії. Місто захищала 147-тис. армія і гарнізон. Облога була неповною, німецькі війська блокували Антверпен тільки зі сходу і півдня. На півночі місто межувало з нейтральною Голландією, із заходу (моря) допомогу могла надавати Велика Британія.
Відійшовши 20 серпня під захист фортечних фортів, піхотні дивізії бельгійської армії розташувалися попереду зовнішнього фортифікаційного пояса Антверпена, а кавалерійська дивізія зайняла оборонні позиції уздовж закруту р. Шельди. У цей час німецькі передові загони, з метою перерізати бельгійцям усі найкоротші шляхи, що ведуть від Антверпена на південь, зайняли позиції північніше лінії Лювен, Брюссель. Німецька облогова артилерія почала прибувати лише в середині вересня, чому атака фортеці могла бути розпочата не раніше кінця цього місяця; до тих же пір німецькі війська під Антверпеном були приречені на пасивне очікування, яке, втім, кілька урізноманітнилося посиленими розвідками і відбиття вилазок, проведених бельгійцями.
Три вилазки, влаштовані бельгійськими військами, були влаштовані за угодою між французькою головною штаб-квартирою і начальником Штабу бельгійської армії Сельє-де-Моранвілем. Перша з них почалася 24 серпня і була спрямована від Мехельна на південь, на лінію Гехт-Вольфертем. До 25 серпня бельгійські війська відносно легко прорвалися до визначеного рубежу, витісняючи перед собою слабкі охоронні підрозділи німецьких військ, але далі просунутися не могли, зустрівши тут потужний опір противника. Відкинуті в бою 26 серпня бельгійці наступного дня відійшли назад до фортеці.
З 9 по 13 вересня бельгійцями була проведена друга вилазка, яка мала на меті посприяти союзним арміям, які билися в цей час на річках Марні і Ені, шляхом утримання під фортецею максимальної кількості німецьких військ, які могли бути відправлені на південь. До 11 вересня бельгійці просувалися успішно і тіснили передові частини кайзерівських військ, однак, генералу фон Безелеру вдалося підтягнути до поля битви 6-у резервну дивізію, а також деякі тилові частини. Німці провели енергійні контратаки від Лювена по обидві сторони р. Діль, в результаті яких до 13 вересня бельгійські дивізії були відтіснені до фортів фортеці. Проте ця вилазка досягла поставленої мети, тому що німецьке командування, зважаючи на успіх в перший день наступу бельгійців проти їх правого флангу, змушене було затримати на кілька днів під фортецею призначений до відправлення на південь потужний компонент.
25 вересня відбулася третя вилазка бельгійців з Антверпена, яка мала завданням відкинути на південь лівий фланг німців і відкрити з цього боку сполучення з Брюсселем. Але, так як в цей час бельгійське командування вже знало про розпочату германцями установку облогових батарей в околицях фортеці і очікувало ворожої атаки з дня на день, ця вилазка не могла отримати розвитку. У новому наступі взяли участь п'ять піхотних і одна кавалерійська дивізії. Піхотні дивізії наступали на фронті від Мехельне до р. Шельди. Незважаючи, однак, на частковий успіх, досягнутий на правому фланзі, наступ бельгійців на всьому іншому фронті закінчився невдачею. Ніде більше вони не були в змозі просунутися і наступного дня знову відійшли під захист фортів.

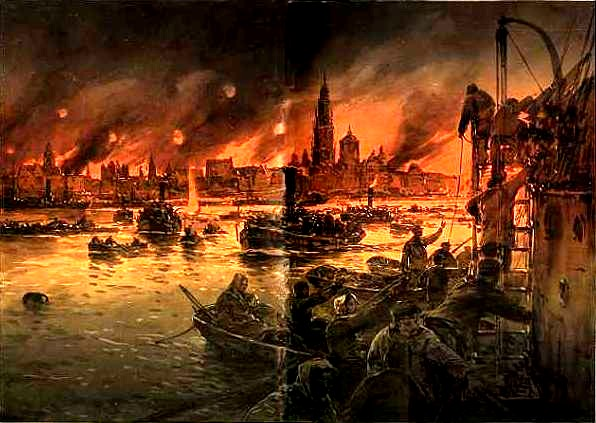
Бельгійські та британські війська човнами намагаються перепливти з Антверпена на голландську сторону. Жовтень 1914

До 28 вересня німецькі війська зосередили під містом 177 важких артилерійських систем, зокрема, 40 100-мм і 130-мм гармат, 72 150-мм гаубиці, 48 210-мм мортир, 5 305-мм берегових гаубиць, 4 300-мм австрійські мортири, 4 420-мм мортири (дві на залізничних платформах і дві з механічною тягою) і 4 далекобійні 150-мм гармати на бліндажованих лафетах. З цього часу Антверпен був приречений. Німці розпочали нищівні обстріли міста. Внаслідок сильного вогню німецької облогової артилерії бельгійська піхота відійшла за лінію фортів. Перші артилерійські обстріли принесли серйозні результати, на початку жовтня німецькі війська захопили кілька фортів. Фортечні комплекси знищувалися один за іншим, бомбардування міста призвели до руйнування цілих вулиць.
Британці перекинули підкріплення, які привів власноруч морський міністр Британії Вінстон Черчилль, трохи підбадьоривши своєю присутністю захисників фортеці, проте, вони не могли змінити ситуацію на їхню користь. Бельгійська армія почала евакуацію з міста. Частина бельгійських та англійських солдатів бігла до Нідерландів, де їх інтернували. Інших на суднах вивезли до Англії та Франції. Бельгійський уряд переїхав до Гавра.